# 卡車司機

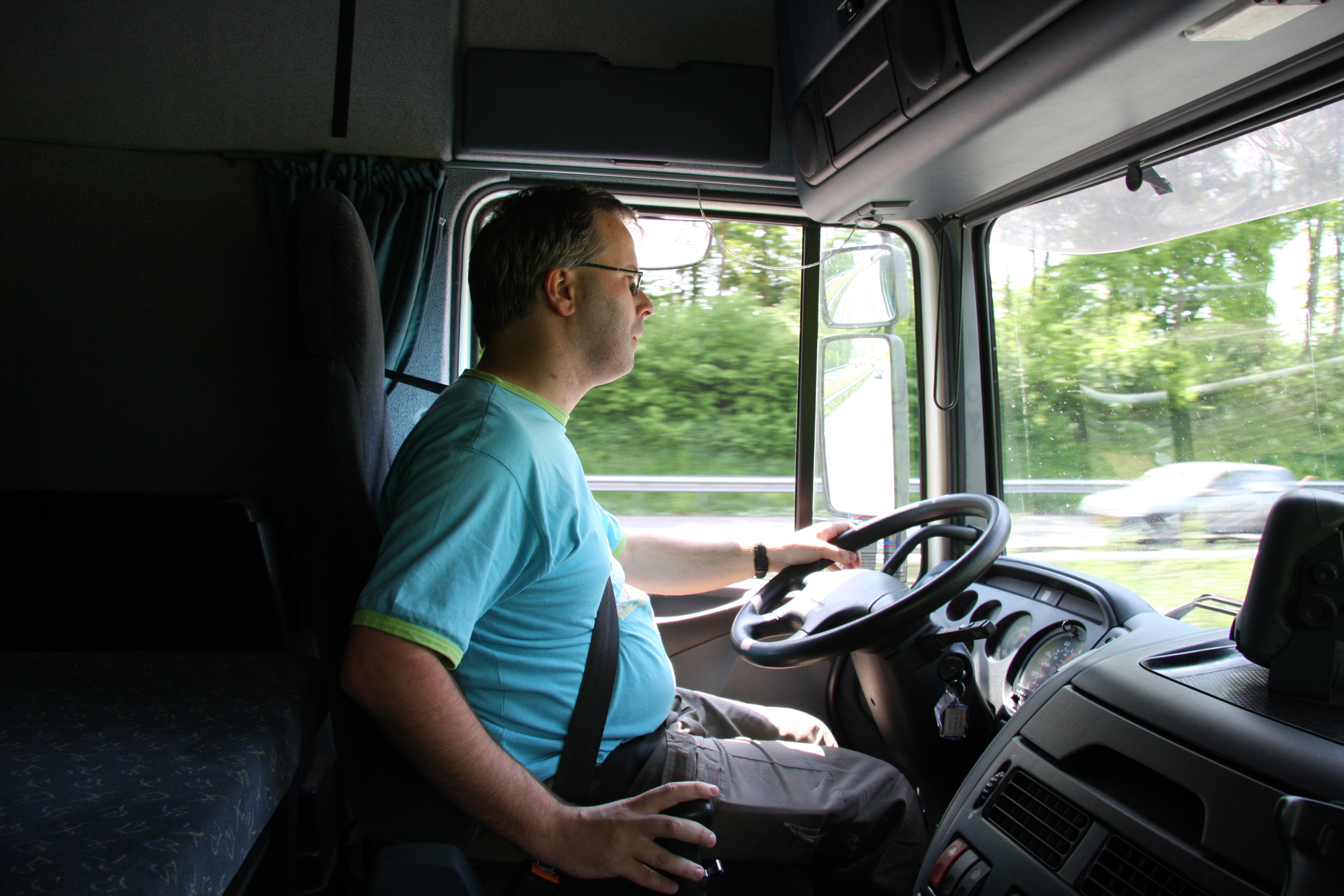
一名正在工作的卡车司机

卡车司机又稱貨車司機，是指以驾驶货车为生的人，其駕駛的卡车通常被定义为大型貨車或重型货运车辆，通常为半掛式卡車、箱式卡车或自卸卡车。卡车司机經常開車运输货物和原材料，通常是往返于工廠、零售和配送中心。